# 更敦群培
更顿群培（藏語：དགེ་འདུན་ཆོས་འཕེལ，威利转写：dge 'dun chos 'phel；1903年—1951年）或譯爲根敦群培或根登曲佩，是20世纪藏族史上的佛门奇僧、学术大师、启蒙思想家，是西藏人文主义先驱和藏传佛教世俗化的先驱。

## 生平

### 安多时期
1903年，藏历第十五繞迥阴水兔年三月二十三日，更敦群培出生于青海热贡（现同仁市），父亲是宁玛派的一位活佛。1906年被认定为吉美索朗多杰活佛的转世，并进入亚玛扎西齐寺学经。1912年受沙弥戒。1914年入西关寺学经，拜拉然巴格西楚臣为师，学习文法与诗词。
1917年，依止宁玛派的卡加德顿，受灌顶。同年前往格鲁派底察寺，学习因明学等，受比丘戒，取法名“更敦群培”。
1921年，前往甘南拉卜楞寺，入闻思学院学习因明。在拉寺期间，更敦群培用五年时间学习法称的《釋量論》。他常以逻辑推理，加上巧妙的辩论技巧，将对手一一辩倒，其中包括一些有名望的格西。1926年，更敦群培成为拉卜楞寺两名最优秀的学僧之一。业余时间，更敦群培还认识了在拉卜楞地区的传教士，学了一些英语。偶尔他对机械也感兴趣，手工做过一些模型船。

### 卫藏时期
1927年3月，更敦群培离开拉卜楞寺。1928年到达拉萨，为了谋生，更敦群培干起了绘画的行当，但由于天赋过人，不久他的画就在拉萨出了名，逐渐更敦群培在拉萨的生活稳定了下来。1929年，入哲蚌寺果莽扎仓，学习《释量论》、《中论》等，先后完成了格鲁派13级课程中的11级。在哲蚌寺期间，更敦群培仍然以雄辩著称，他时常对古人的著作提出让周围人不易回答的疑问，有一次甚至惹恼了另外几个学僧，因此挨了一顿打。
1934年，印度学者羅睺羅•桑克特雅揚达拉萨，更敦群培接受了罗睺罗的邀请，在西藏合作进行了寺院、梵藏经典的考察。

### 南亚时期
1934年11月，更敦群培到达印度，住在大吉岭，努力学习梵文、英文等，有一段时间被摩诃菩提学会派往锡兰，学习巴利文等。在印度期间，更敦群培生活很穷困。1938年5月－9月，再次与罗䞀罗等人入藏考察。
这一时期，更敦群培的许多作品发表在《西藏鏡報》上，包括《旅居印度的反思》、《俗语嵌套诗》等，还出版了《印度诸圣地朝圣指南》，将《入行论》翻译成了英文，完成了《欲经》的创作。与罗列赫合作，将藏文史学名著《青史》翻译成英文。将《法句经》由巴利文译成藏文。
更敦群培在印度参与了西藏革命党的组建，离开印度时，还特别考察了印藏边界，并绘制了地图。

### 回到卫藏
1946年，更敦群培到达拉萨，人们都以为他游学12年，一定很阔气，但他带回来的除了一个很大的旅行箱，还有的就是一个炉子，一个平底锅等。但不久，更敦群培就被捕，罪名为印造伪钞，但实际可能的原因是更敦群培与西藏革命党的牵连。更敦群培被关押到1950年才获释，期间养成了喝酒的习惯，由于悲观失意，最后常酗酒。
这段时间的主要著作有未完成的《白史》，弟子根据其讲义印刷出版的《中观甚深精要嘉言·龙树密意庄严论》。
1951年12月，更敦群培逝世。

## 家庭
- 妻子：次旦玉珍（1921年-）出生于西藏拉萨，父亲名叫卓尼顿扎，母亲名叫扎雍，均为西藏昌都人。1941年，更敦群培从印度回西藏考察时，在昌都作短暂停留，结识了次旦玉珍并很快同居。两个月以后，更敦群培返回印度，他没有带次旦玉珍同行，而是让玉珍到拉萨去，把她养起来。这时次旦玉珍怀孕了，但更敦群培不知道。1942年，次旦玉珍生下了女儿格吉央宗。在拉萨，次旦玉珍母女俩居无定所，实际上过着流浪的生活。为了生存，玉珍带着女儿到别人家去当佣人，帮人家洗衣服，做青稞酒，做家务等。1946年，更敦群培回到拉萨，但很快就被噶厦逮捕关押。更敦群培被拘捕后，书被索康·旺钦格勒噶伦和功德林扎萨等人拿走，一只空箱子还给了次旦玉珍，另一只空箱子被索康卓尼(秘书)拿走。更敦群培戴的一只欧米加手表和一只金戒指也被朗孜厦米本拿走。当时，女儿格吉央宗不满3岁，怕受连累，只好将她寄放在大昭寺西边鲁布的一个名叫阿觉的卖烙饼的人家里。 3年后，更敦群培出狱时，头发披肩，疯疯癫癫，已经离不开酒了。当时，他借住在旺堆康萨，这是色拉寺杰扎仓强佐的房子。后来，噶厦又让他搬到八廓南街的噶雪巴·曲结尼玛家去住。次旦玉珍为了照料更敦群培，也搬去同住。

在噶雪巴·曲结尼玛家住了一年之后，索朗勒空（农务局）又让他们搬到大昭寺广场东侧的噶如厦三楼居住。住房只有一个柱子的面积，内有一间小厨房，还有一间储藏室。噶厦的官员住在隔壁。他们将更敦群培的住所打通，上厕所要经过更敦群培狭窄的卧室，目的是为了监视。当时，索朗勒空声称每月向更敦群培提供300斤青稞和50元大洋，但后来大洋没有兑现。
到1951年，更敦群培已不能行动，卧床在家。这时还有不少贵族、僧人来向他求教。
西藏快解放时，孜本朗色林来让更敦群培充当发报员，被更敦群培拒绝。
西藏和平解放以后，一位解放军军官曾带着医生来看望过更敦群培，并为他治疗。
1951年藏历八月，更敦群培在拉萨噶如厦他的住所去世，当时次旦玉珍守在他的身旁。临终时更敦群培对次旦玉珍说，我不愿在西藏，我讨厌西藏。
去世前，更敦群培曾写信给霍康·索朗边巴，托付他保存好自己的手稿，并将装着书稿的一只大箱子交给他保管。
更敦群培去世后，被抬出噶如厦，绕大昭寺一周，然后送往帕邦喀天葬场火化（许多人都说，更敦群培是被天葬的，但次旦玉珍坚持说，朗孜厦的人告诉她说是火葬）。
更敦群培去世49天后，噶厦派人将次旦玉珍赶出噶如厦，次旦玉珍找霍康等人求情，但毫无结果。最后只好搬出噶如厦，四处借住，过着流浪生活。玉珍生活无着落，就求助于霍康·索朗边巴，在墨竹工卡霍康家的庄园加玛泽康住了两年，在庄园里干捡麦穗等农活，维持生计。
1954年，玉珍被介绍到七一农场工作，一直在那里工作到退休。
- 女儿：格吉央宗（1942年-）出生于西藏昌都。生下来就没有见过父亲，更敦群培回到拉萨后很快被捕，父女俩都在拉萨，近在咫尺却不能相见。一直到格吉央宗8岁时，才第一次见到父亲，可是父亲身心已受到严重催残，自身难保，已无力照顾女儿和妻子。

央宗9岁时，父亲因病去世，央宗只好到八廓北街的一户人家当佣人，为人家照看孩子，一直干到13岁。1955年，格吉央宗被送到色新拉扎（拉萨市第一小学前身）学习，由学校包吃包住。1958年，16岁的格吉央宗离开拉萨，前往陕西咸阳，入西藏公学（西藏民族学院前身）学习，其间加入了中国共产主义青年团。一年后，又被送到甘肃农业大学藏训班兽医系学习两年，结束后，又到西北民族学院畜牧科学习畜牧知识一年。 
1962年，20岁的格吉央宗从西北民族学院毕业，被分配到西藏阿里地区改则县东措区工作，同年与同在改则县工作的甘肃农业大学的同学尼玛喜结良缘。
在阿里工作的20年期间，格吉央宗在许多岗位上工作过，并于1975年加入了中国共产党。
1982年格吉央宗调回拉萨，在西藏自治区农垦厅办公室工作，后又调到西藏自治区农牧林业委员会，直到1997年退休。
- 女婿：尼玛，现任拉萨市动植物检疫局党组副书记，副局长。
- 外孙女3人：大外孙女白玛，1988年毕业于林艺农牧学院，现在拉萨市兽医站工作；二外孙女白珍，1992年毕业于西藏自治区卫生学校，现在拉萨市动植物检疫局工作；小外孙女白央，1997年毕业于西藏民族学院，现也在拉萨工作。

### 网页
1. 更敦群培专题介绍
2. 杜永彬， 论更敦群培对中印文化交流的贡献
3. ཨ་མདོ་བྱམས་པ་ལགས་སུ་དགེ་འདུན་ཆོས་འཕེལ་གྱི་སྐོར་བཅར་འདྲི།
4. 劉志懿，更頓群培大師的教言《給卓瑪央宗的教言》(漢譯) （页面存档备份，存于）

### 书籍
1. 杜永彬，《二十世纪西藏奇僧·人文主义先驱更敦群培大师评传》，中国藏学出版社，2000年，ISBN 7-80057-408-3
2. 更敦群培著，格桑曲批译，《更敦群培文集精要》，中国藏学出版社，1996年，ISBN 7-80057-293-5